# Nashville, Tennessee
Nashville este un oraș, o municipalitate și sediul comitatului Davidson, statul Tennessee, din Statele Unite ale Americii.
Înființat în 1779.

## Atracții turistice
- Parthenonul din Nashville, o replică 1:1 a Parthenonului din Atena, a fost construit în anul 1897, cu ocazia unei expoziții internaționale.

## Personalități

### Persoane născute în Nashville
- William Walker (1824 - 1860), aventurier;
- Randall Jarrell (1914 - 1965), scriitor;
- Kitty Wells (1919 - 2012), cântăreață de muzică country;
- Bettie Page (1923 - 2008), fotomodel;
- John Seigenthaler (1927 - 2014), jurnalist, scriitor;
- Pat Boone (n. 1934), cântăreț, compozitor, prezentator TV;
- Claude Jarman Jr. (n. 1934), actor;
- Bobby Hebb (1938 - 2010), cântăreț;
- Julian Bond (1940 - 2015), activist social;
- Andrea True (1943 - 2011), actriță porno;
- Duane Allman (1946 - 1971), chitarist;
- Gregg Allman (1947 - 2017), muzician;
- Peter Frampton (n. 1950), instrumentist, compozitor;
- Bill Frist (n. 1952), medic, politician;
- Bill Belichick (n. 1952), fotbalist;
- Annie Potts (n. 1952), actriță;
- Michael W. Smith (n. 1957), muzician;
- Amy Grant (n. 1960), cântăreață;
- Martina McBride (n. 1966), cântăreață;
- Hank Williams III (n. 1972), muzician;
- Lark Voorhies (n. 1974), actriță, cântăreață;
- Young Buck (n. 1981), rapper;
- Rachel Korine (n. 1986), actriță;
- Chord Overstreet (n. 1989), actor, muzician;
- Colin Ford (n. 1996), actor;
- Kings of Leon, formație rock fondată aici în 1999;
- Noah Cyrus (n. 2000), actriță;
- Hot Chelle Rae, trupă rock fondată aici în 2005;
- Lady Antebellum, trupă country fondată aici în 2006.

### Persoane al căror nume este legat de Nashville
- Andrew Jackson (1767 - 1845), fost președinte al Statelor Unite ale Americii;
- James Knox Polk (1795 - 1849), fost președinte al Statelor Unite ale Americii;
- Andrew Johnson (1808 - 1875), fost președinte al Statelor Unite ale Americii;
- Chet Atkins (1924 - 2001), chitarist;
- June Carter Cash (1929 - 2003), cântăreață, soția lui Johnny Cash;
- Johnny Cash (1932 - 2003), muzician;
- Patsy Cline (1932 - 1963), cântăreață;
- Little Richard (n. 1932), muzician rock and roll;
- Loretta Lynn (n. 1932), cântăreață;
- Willie Nelson (n. 1933), muzician, activist;
- Roy Orbison (1936 - 1988), cântăreț;
- Kris Kristofferson (n. 1936), muzician, actor;
- Glen Campbell (1936 - 2017), cântăreț, actor;
- Waylon Jennings (1937 - 2002), cântăreț;
- J. J. Cale (1938 - 2013), muzician;
- Wilma Rudolph (1940 - 1994), atletă;
- Billy Cox (n. 1941), basist;
- Jimi Hendrix (1942 - 1970), chitarist hard rock;
- Fred Thompson (1942 - 2015), politician;
- Rita Coolidge (n. 1945), cântăreață;
- Dolly Parton (n. 1946), cântăreață, femeie de afaceri;
- Emmylou Harris (n. 1947), cântăreață, compozitoare;
- Al Gore (n. 1948), fost vicepreședinte al Statelor Unite ale Americii;
- Donna Summer (1948 - 2012), cântăreață;
- Steven Tyler (n. 1948), muzician;
- Jim Varney (1949 - 2000), actor;
- Oprah Winfrey (n. 1954), realizatoare de televiziune;
- Reba McEntire (n. 1955), cântăreață;
- Alan Jackson (n. 1958), cântăreț;
- Billy Ray Cyrus (n. 1961), actor, cântăreț, tată lui Miley Cyrus;
- Dave Mustaine (n. 1961), chitarist;
- Sheryl Crow (n. 1962), cântăreață, actriță;
- Shania Twain (n. 1965), cântăreață;
- Nicole Kidman (n. 1967), actriță;
- Faith Hill (n. 1967), cântăreață;
- Connie Britton (n. 1967), actriță, cântăreață;
- Jeff Jarrett (n. 1967), wrestler;
- Tim McGraw (n. 1967), cântăreț;
- Keith Urban (n. 1967), cântăreț;
- Jack White (n. 1975), muzician;
- Reese Witherspoon (n. 1976), actriță;
- Kelly Clarkson (n. 1982), cântăreață, actriță;
- Kellie Pickler (n. 1986), cântăreață;
- Kesha (n. 1987), cântăreață;
- Hayley Williams (n. 1988), cântăreață;
- Taylor Swift (n. 1989), cântăreață de muzică country;
- Miley Cyrus (n. 1992), cântăreață, actriță.

## Imagini

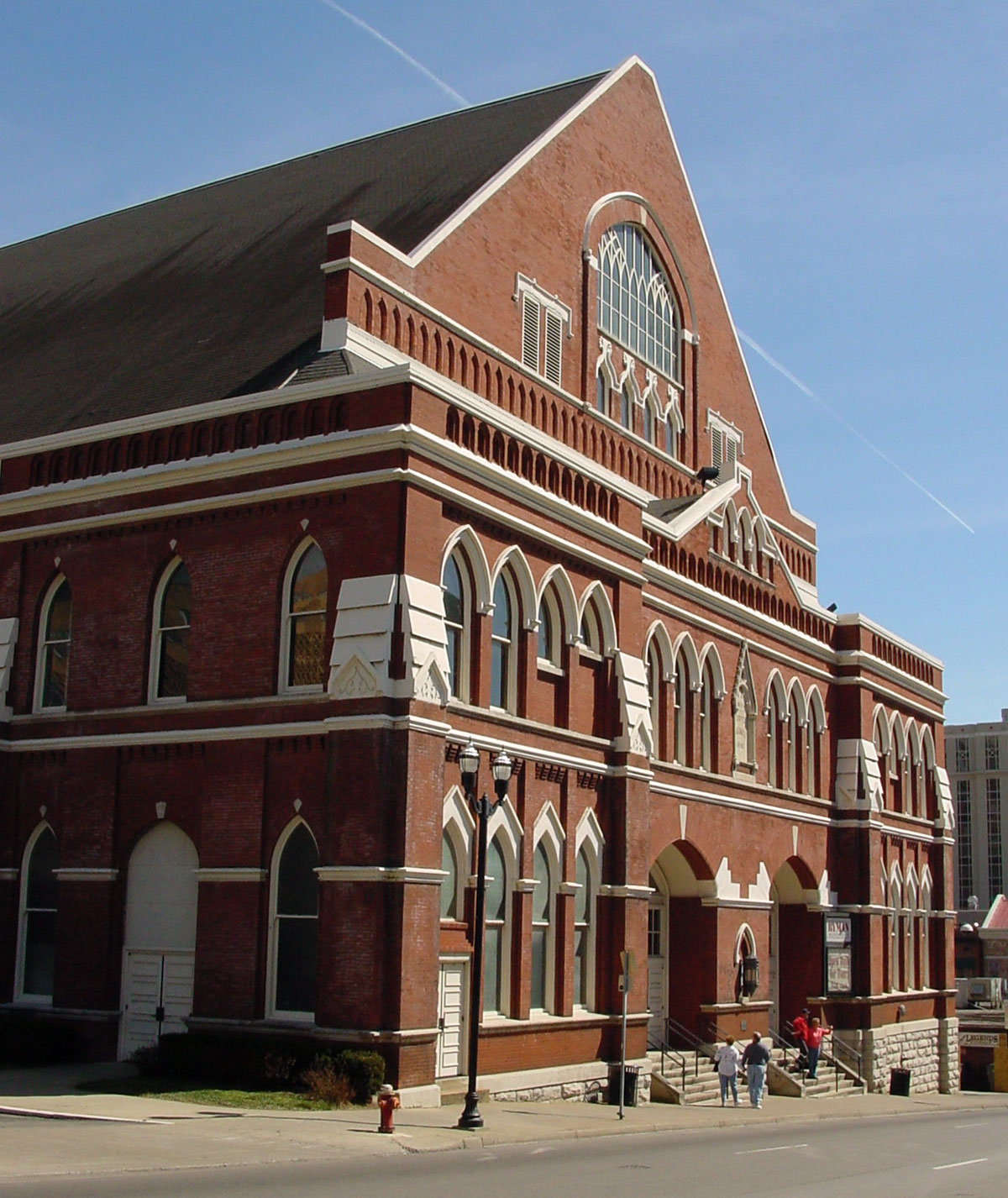
Auditoriul Ryman
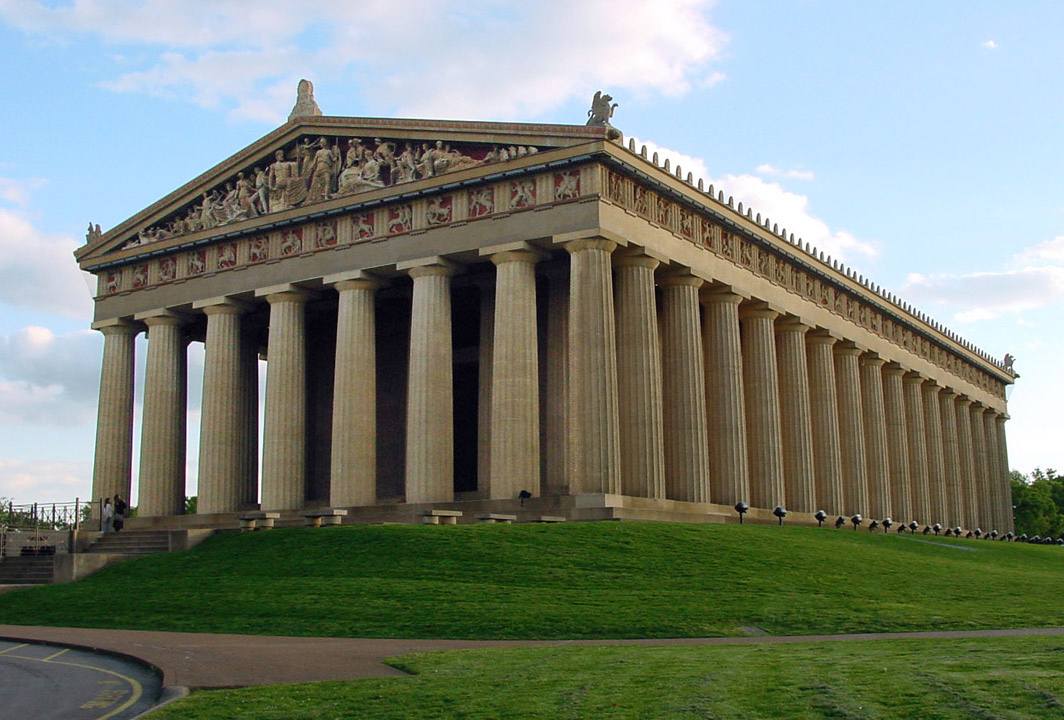
Parthenonul
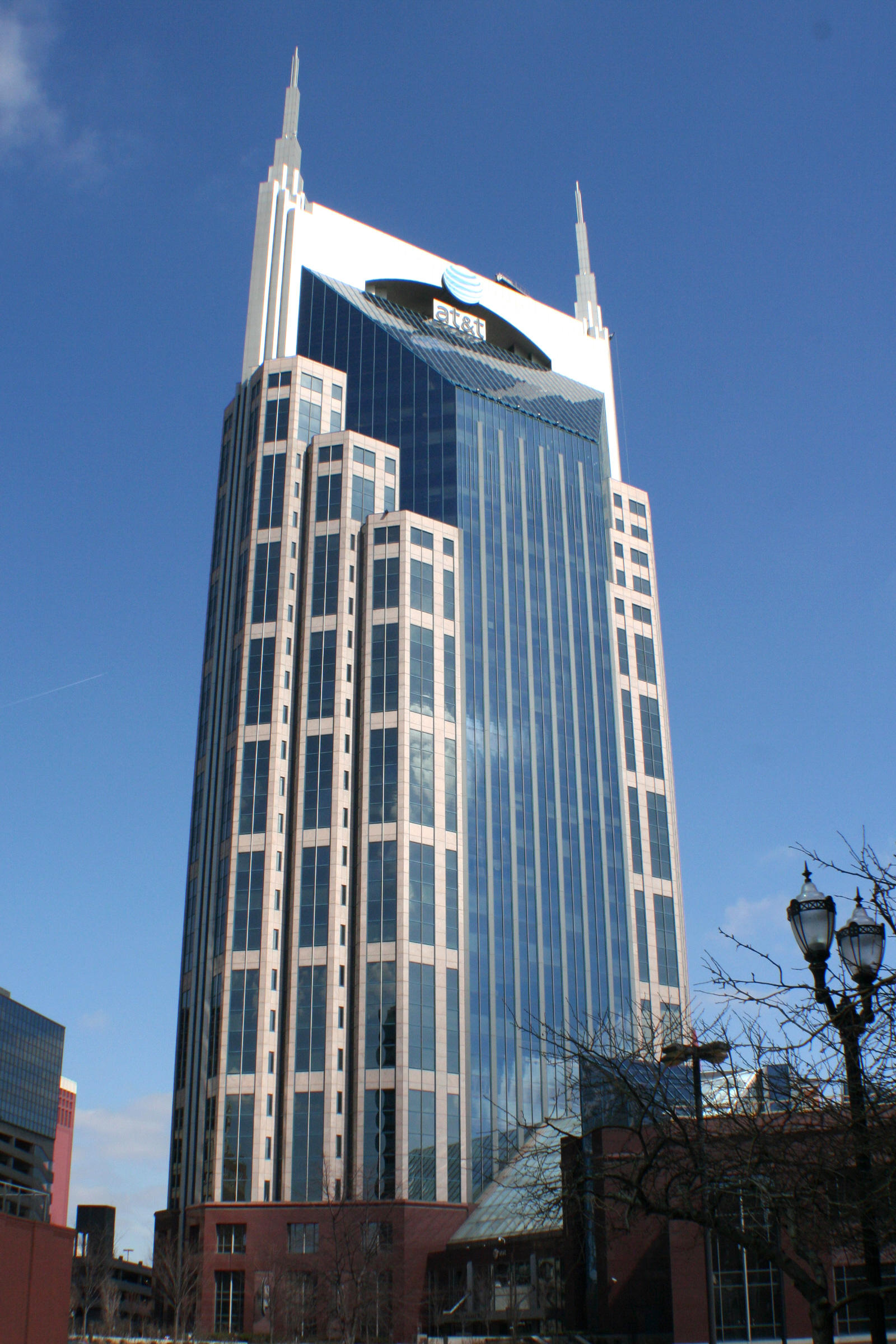
Clădirea AT&T